# Discografia di Carla Boni
Questa lista elenca la discografia di Carla Boni.

## Singoli
78 giri 
- 1949 - La creola che danza/Notti di New York (Cetra) DC 4910
- 1949 - È tanto bella ma/? (con Aldo Donà) (Cetra) DC 4922
- 1950 - Ai nostri monti/Il mago Baku (Lato A con Luisito Santos) (Cetra) DC 5169
- 1952 - Jezebel/Vent'anni (Lato B Oscar Carboni) (Cetra) DC 5499
- 1952 - Nannì ('Na gita a li castelli)/La comparsa (Lato A Oscar Carboni e Duo Fasano, Lato B con Duo Fasano) (Cetra) DC 5525
- 1952 - La muliza/Sensemayà (Lato B con Duo Fasano) (Cetra) DC 5563
- 1952 - Tuppe ttu/Sciummo (Lato B Achille Togliani) (Cetra) DC 5565
- 1952 - Li funtenelle/Maria è robba mia (Lato B Gino Latilla) (Cetra) DC 5570
- 1952 - 'A riggina d'e tarantelle/'A litoranea (Lato B Gino Latilla) (Cetra) DC 5571
- 1952 - 'O principe indiano/Sarta 'e biancheria (Lato B Gino Latilla) (Cetra) DC 5572
- 1952 - Non così/La vetrina della felicità (Cetra) DC 5620
- 1953 - Buona sera/No, Pierrot (Lato B Achille Togliani) (Cetra) DC 5663
- 1953 - Viale d'autunno/La mamma che piange di più (Lato B Achille Togliani) (Cetra) DC 5665
- 1953 - Il passerotto/Innamorami (Lato B Gino Latilla) (Cetra) DC 5666
- 1953 - L'altra/Acque amare (Lato A Nilla Pizzi) (Cetra) DC 5670
- 1953 - Qualcuno cammina/Vecchia villa comunale (Lato B Gino Latilla) (Cetra) DC 5671
- 1953 - Viale d'autunno/Domandatelo (Lato B Achille Togliani) (Cetra) DC 5672
- 1953 - Bamboleo de amor/Dicen que te quiero (Cetra) DC 5683
- 1953 - Il treno delle nove/Signora fortuna (Lato A Nilla Pizzi) (Cetra) DC 5687
- 1953 - Mandolino napoletano/Merci Beacoup (Lato A Nilla Pizzi, Lato B con Gino Latilla, Achille Togliani e Nilla Pizzi) (Cetra) DC 5697
- 1953 - Vucchella rossa/Terra straniera (Lato A Gino Latilla) (Cetra) DC 5717
- 1953 - Zingaro triste/Sotto 'e stelle (Lato A Achille Togliani) (Cetra) DC 5718
- 1953 - Occhi tristi/Ballate col Bajon (Lato A Nilla Pizzi) (Cetra) DC 5801
- 1953 - Dama di Watteau/Buona fortuna a te (Lato A Achille Togliani) (Cetra) DC 5838
- 1953 - Colpa del Bajon/Terra straniera (Lato A Nilla Pizzi e Gino Latilla) (Cetra) DC 5851
- 1953 - Moulin Rouge/Come Giuda (Cetra) DC 5857
- 1953 - Quella donna di taffetà/? (Cetra) DC 5859
- 1954 - Cecila Metella/I tre porcellini (Lato A Gino Latilla e Duo Fasano, Lato B con Gino Latilla) (Cetra) DC 5903
- 1954 - Vola vola vola/No te metas (en la vida de nodie) (Lato A con Gino Latilla, Lato B Duo Fasano) (Cetra) DC 5910
- 1954 - Arriva il direttore/Canzone da due soldi (Lato A con Gino Latilla, Lato B Achille Togliani) (Cetra) DC 5962
- 1954 - Berta filava/Piripicchio e Piripicchia (Lato A con Duo Fasano, Lato B Gino Latilla e Duo Fasano) (Cetra) DC 5964
- 1954 - Non è mai troppo tardi/Una bambina sei tu (Lato B Gino Latilla) (Cetra) DC 5965
- 1954 - Cirillino Ci/Sotto l'ombrello (Lato A con Duo Fasano, Lato B Gino Latilla e Duo Fasano) (Cetra) DC 5969
- 1954 - Un diario/Angeli senza cielo (Lato B Vittoria Mongardi) (Cetra) DC 5971
- 1954 - L'ammore vò girà/Suonno d'amore (Lato B Achille Togliani) ( Cetra) DC 6009
- 1954 - 'O core vò fa sciopero/'Na chitarra sta chiagnenno (Lato B Achille Togliani) (Cetra) DC 6010
- 1954 - Ched'è l'ammore/Rota 'e fuoco e faccia 'e neve (Lato B Gino Latilla) (Cetra) DC 6015
- 1954 - 'Na buscia/Ajeressera (Lato B Achille Togliani) (Cetra) DC 6016
- 1954 - Ricordate 'e me/Tre rundinelle (Lato B Gino Latilla) (Cetra) DC 6017
- 1954 - Canaria/Sole lucente (Lati A e B con Gino Latilla) (Cetra) DC 6034
- 1954 - Due soldi di ritmo/Oh mein papà (Cetra) DC 6035
- 1954 - Rapsodia svedese/La voce dell'organino (Lato A Gino Latilla) (Cetra) DC 6056
- 1954 - Johnny Guitar/Evviva Redegonda (Cetra (casa discografica))  DC 6060
- 1954 - Gondola nera/Marietta (monta in gondola) (Lato A Gino Latilla, Lato B con Gino Latilla) (Cetra)  DC 6061
- 1954 - Evviva Redegonda/Marietta (monta in gondola) (Lato B con Gino Latilla) (Cetra) DC 6063
- 1954 - Blue canary/Johnny Guitar (Cetra) DC 6130
- 1954 - Vola vola vola/La postina della Valgardena (Lato A con Gino Latilla, Lato B Clara Jaione) (Cetra) DC 6131
- 1954 - Prigionieri del cielo/Co-Co-Coconut (Lato A Gino Latilla, Lato B con Gino Latilla) (Cetra) AC 3008
- 1955 - Fontana di Trevi/Segreto amore (Lato A Gino Latilla) (Cetra) AC 3011
- 1955 - Saltarello geloso/L'amore è 'nu canario (Cetra) AC 3013
- 1955 - Hagi Baba/Cobra (Lato A Gino Latilla) (Cetra) AC 3016
- 1955 - Mambo italiano/Danubio blues (Cetra) AC 3017
- 1955 - Vecchio motivo/Amo Parigi (Lato A Achille Togliani)  (Cetra) AC 3020
- 1955 - Canzone della sierra/Il diretto di Milano (Lato A con Gino Latilla, Gino Latilla) (Cetra) AC 3031
- 1955 - 'E rrose chiagneno/Geluso 'e te (Lato B Achille Togliani) (Cetra) AC 3033
- 1955 - Luna chiara/Chiagneno pure ll'onne (Cetra) AC 3034
- 1955 - 'E stelle 'e Napule/'A luna chiena (Lato A con Gino Latilla, Lato B Gino Latilla) (Cetra) AC 3037
- 1955 - Napule sotto 'e ncoppa/'O ritratto 'e Nanninella (Lato A con Gino Latilla e Quartetto Armonia, Lato B Gino Latilla) (Cetra) AC 3039
- 1955 - Vecchia Europa/Vecchia Europa (Lato A con Quartetto Cetra e Gino Latilla, Lato B Gino Latilla) (Cetra) AC 3049
- 1955 - Venezia, la luna e tu/Dove ti va Nineta? (Lato A Gino Latilla, Lato B con Gino Latilla) (Cetra) AC 3051
- 1955 - Scapricciatello/Maruzzella (Lato A con Gino Latilla, Lato B Gino Latilla) (Cetra)  AC 3052
- 1955 - La luna/Smile (Lato A Achille Togliani) (Cetra) AC 3054
- 1955 - Encantador/La luna nel pozzo (Lato B con Gino Latilla) (Cetra) AC 3056
- 1956 - Malagueña/Andalusia (Cetra) AC 3070
- 1956 - I due pastorelli/Ciao (Oho - aha)(Lato A con Gino Latilla) (Cetra) AC 3071
- 1956 - Ed ora siamo in tre/Sul muretto di Alassio (Lati A e B con Gino Latilla) (Cetra) AC 3074
- 1956 - Marcellino pan y vino/Tic-ti-tic-ta (Lati A e B con Gino Latilla) AC 3076
- 1956 - Pane, amore e.../Mambo bacan (Cetra) AC 3077
- 1956 - Sole giallo/Senza catene (Lato B Gino Latilla) (Cetra) AC 3078
- 1956 - Voglio ballar con te/Specchiati (Lato B Achille Togliani) (Cetra) AC 3080
- 1956 - Baby bu/Piangere di gioia (Lato A con Gino Latilla) AC 3081
- 1956 - L'ultima volta che vidi Parigi/La straniera (Lato A con Gino Latilla, Lato B Gino Latilla) (Cetra) AC 3082
- 1956 - L'ultima volta che vidi parigi/L'amore è una cosa meravigliosa (Lato A con Gino Latilla, Lato B Gino Latilla) (Cetra) AC 3085
- 1956 - Maricchia/Sona chitarra (Lato A con Gino Latilla, Lato B Gino Latilla) (Cetra) AC 3086
- 1956 - Campane di pace/Giuvanne cu 'a chitarra (Lati A e B con Gino Latilla) (Cetra) AC 3094
- 1956 - Triste rimpianto/Faccia di santarella (Lato B con Gino Latilla) (Cetra) AC 3095
- 1956 - Toni me toca/L'uomo e il fanciullo (Lato A con Gino Latilla, Lato B Gino Latilla) (Cetra) AC 3096
- 1956 - La colpa fu/Il trenino di latta verde (Lato A con Gino Latilla) (Cetra) AC 3099
- 1956 - Amami se vuoi/Lucia e Tobia (Lato B Gino Latilla) (Cetra) AC 3100
- 1956 - Cielo di fuoco/Bisogna partire (Cetra) AC 3107
- 1956 - Good night Mike/Triste rimpianto (Cetra) AC 3109
- 1956 - 'A frangesa/La spagnola (Cetra) AC 3110
- 1956 - Ricordate Marcellino?/La calabresella (Lati A e B con Gino Latilla) AC 3111
- 1956 - Addò staje/Fischiettando (Lato B con Gino Latilla) (Cetra) AC 3112
- 1956 - Vino vino/Siciliana (Lato A con Gino Latilla, Lato B Gino Latilla) (Cetra) AC 3113
- 1956 - Good night Mike/Sogno americano (Lato B Gino Latilla) (Cetra) AC 3114
- 1956 - Toni me toca/Tic-ti-tic-ta (Lati A e B con Gino Latilla) (Cetra) AC 3115
- 1956 - Toni me toca/Giuvanne cu 'a chitarra (Lati A e B con Gino Latilla) (Cetra) AC 3116
- 1956 - Pescava i gamberi/Cipolle e baci (Lati A e B con Gino Latilla) (Cetra AC 3123
- 1956 - Guaglione/Suspiaranno 'na canzone (Lato B Gino Latilla) (Cetra) AC 3124
- 1956 - Napoli e Gennarino/Pe' sunnà (Lato A Gino Latilla, Lato B con Gino Latilla) (Cetra) AC 3127
- 1956 - Quel ramoscello d'ulivo/Tornerà (Lato A con Gino Latilla) (Cetra) AC 3134
- 1956 - Cantano gli angeli/Piccolo altare di montagna (Lato B Gino Latilla) (Cetra) AC 3136
- 1956 - Zampognaro/Donna ascolta (Lato A con Gino Latilla, Lato B Gino Latilla) (Cetra) AC 3138
- 1956 - Pescatore pescato/Può darsi (Cetra) AC 3139
- 1956 - Sono papà!/Io si, tu no (Lati A e B con Gino Latilla (Cetra) AC 3142
- 1956 - Rosalinda/Olajù (Lati A e B con Gino Latilla) (Cetra) AC 3143
- 1956 - L'arca di Noè/Cantano gli usignoli (Lato A con Gino Latilla e Duo Fasano) (Cetra) AC 3150
- 1956 - Motivo italiano/Maliziusella (Lato B Gino Latilla) (Cetra) AC 3151
- 1956 - Quando ci rivedremo/C'è una chiesetta (Lato B Gino Latilla) (Cetra) AC 3153
- 1956 - Rendimi i baci/I giorni più belli (Lato A con Gino Latilla) (Cetra) AC 3155
- 1956 - Canzone del mare/Rossena's rock 'n roll (Lato A con Gino Latilla, Lato B Cinico Angelini) (Cetra) AC 3156
- 1956 - Lola del Golden bar/Flamenco love (Lato B Gino Latilla) (Cetra) AC 3157
- 1956 - Lola del Golden bar/La rosa di Novgorod (Lato B Gino Latilla) (Cetra) AC 3162
- 1957 - Serenatella sciuè sciuè/Buon anno... buona fortuna (Lato A con Gino Latilla, Lato B Gino Latilla) AC 3177
- 1957 - Io pregerò/Io ti porto nel mio cuore (Lato B Duo Fasano) (Cetra) AC 3178
- 1957 - Fischio e me ne infischio/Era basso (Lati A e B con Gino Latilla) (Cetra) AC 3179
- 1957 - Fischio e me ne infischio/Il velo d'argento (Lato A con Gino Latilla, Lato B Gino Latilla) (Cetra) AC 3180
- 1957 - Ancora ci credo/A poco a poco (Lato B Gino Latilla) (Cetra) AC 3181
- 1957 - Estasi/Finalmente (Lato B Gino Latilla) (Cetra) AC 3182
- 1957 - Le trote blu/Scusami (Lato A con Duo Fasano, Lato B Gino Latilla) (Cetra) AC 3184
- 1957 - Il mio cielo/La canzone più bella del mondo (Lato B Gino Latilla) (Cetra) AC 3185
- 1957 - Sono un sognatore/Venezia mia (Lato A Gino Latilla, con Gino Latilla e Duo Fasano) (Cetra) AC 3186
- 1957 - Casetta in Canada/Un filo di speranza (Lato A con Gino Latilla e Duo Fasano, Lato B Gino Latilla e Duo Fasano) (Cetra) AC 3187
- 1957 - Intorno a te (è sempre primavera)/Nel giardino del mio cuore (Lato B Gino Latilla) (Cetra) AC 3188
- 1957 - Un sogno di cristallo/Un certo sorriso (Lato B Gino Latilla) (Cetra) AC 3189
- 1957 - Sorrisi e lacrime/Il nostro si (Lato B Gino Latilla) (Cetra) AC 3192
- 1957 - Per una volta ancora/Un sogno di cristallo (Cetra) AC 3201
- 1957 - Que serà serà/I fiori dell'Italia (Lato A con Duo Fasano) AC 3203
- 1957 - Ti scrivo e piango/Sotto i ponti di Parigi (Lato B Gino Latilla) (Cetra) AC 3205
- 1957 - Only you/Rock night (Lato A Gino Latilla) (Cetra) AC 3226
- 1957 - Concerto d'autunno/Fofò (Lato B Gino Latilla) (Cetra) AC 3227
- 1957 - Canzone dei sette mari/Passione argentina (Lato A Gino Latilla) AC 3228
- 1957 - Refrains/Com'è bello dormir soli (Lato B con Gino Latilla) (Cetra) AC 3229
- 1957 - Butta la chiave (...Gelsomina)/Accanto a me (tu trovi me) (Lati A e B con Gino Latilla) (Cetra) AC 3236
- 1957 - Cantammola stà canzone/Lazzarella (Lato A con Gino Latilla, Lato B Gino Latilla) (Cetra) AC 3243
- 1957 - 'O mare canta/Vogliamoci tanto bene (Lato B Gino Latilla) (Cetra) AC 3247
- 1957 - 'O treno d'a fantasia/'Nnammurate dispettuse (Lati A e B con Gino Latilla) (Cetra) AC 3248
- 1957 - S'agapò/T'amo tanto (Lati A e B con Gino Latilla) (Cetra) AC 3249
- 1957 - Cafè chantant/Campa cavallo (Lato A Gino Latilla, Lato B con Gino Latilla) (Cetra) AC 3250
- 1957 - Bassa marea/Oro niro (Cetra) AC 3262
- 1957 - Nati per vivere insieme/Sette angeli (Lato B Gino Latilla) (Cetra) AC 3263
- 1957 - Serenata italiana/Oggi comincio a vivere (Cetra) AC 3266
- 1957 - Marchigianella/Ho chiesto a un fiore (Lato A con Gino Latilla) (Cetra) AC 3269
- 1957 - Ammore pazzariello/Manola (Lati A e B con Gino Latilla) (Cetra) AC 3270
- 1957 - Juke box/Passero solitario (Lato B Gino Latilla) (Cetra) AC 3271
- 1957 - Signorina gioventù/Evviva il quiz (Lato A Gino Latilla, Lato B con Gino Latilla) (Cetra) AC 3272
- 1957 - Miss Mari-Anna/Prima lui dopo lei (Lati A e B con Gino Latilla) (Cetra) AC 3273
- 1957 - Tutta colpa della luna/La stella di ogni notte (Lato A con Gino Latilla) (Cetra) AC 3287
- 1957 - Voce della montagna/Serenata misteriosa (Lato A con Gino Latilla, Lato B Gino Latilla) (Cetra) AC 3288
- 1957 - Silenzio bianco/Ponte di sabbia (Lato B Gino Latilla) (Cetra) AC 3289
- 1957 - Mandolin serenade/Un canto d'amore (Lato A con Gino Latilla) (Cetra) AC 3293
- 1957 - Amor al chiar di luna/Un salice piangeva (Lato A con Gino Latilla) (Cetra) AC 3294
- 1957 - 'E banane(Banana boat)/Piccolissima serenata (Lato A Gino Latilla, Lato B con Gino Latilla) AC 3296
- 1957 - Parole d'amore sulla sabbia/Amadeo (Lato A Gino Latilla) (Cetra) AC 3297
- 1957 - Tammy/Intorno al mondo (Cetra) AC 3298
- 1957 - A mi nada me importa/Mama guitar (Cetra) AC 3299
- 1957 - Tu vuò fa l'americano/Chillo ca sposa te (Lati A e B con Gino Latilla) (Cetra) AC 3301
- 1957 - Tipitipitipso/Tu vuò fa l'americano (Lati A e B con Gino Latilla) (Cetra) AC 3302
- 1957 - 'A pizza c'a pummarola/Guappetiello (Lati A e B con Gino Latilla) (Cetra) AC 3305
- 1957 - Una donna è sempre giovane/La mia storia (Lato A Gino Latilla) (Cetra) AC 3306
- 1957 - Casa mia/Come te nessuna (Lato A con Gino Latilla, Lato B Gino Latilla) (Cetra) AC 3307
- 1957 - I ricordi son così/Tammy (Lato A Gino Latilla) (Cetra) AC 3308
- 1958 - Timida serenata/Fantastica (Lato A con Gino Latilla, Lato B Gino Latilla) (Fonit Cetra) AC 3321
- 1958 - Tu sei del mio paese/Io sono te (Lato A Gino Latilla) (Fonit Cetra) AC 3325
- 1958 - Arsura/Nel blu dipinto di blu (Lato B Gino Latilla) (Fonit Cetra) AC 3326
- 1958 - Cos'è un bacio/Non potrai dimenticare (Lato A Claudio Villa e Gino Latilla, Lato B con Gino Latilla) (Cetra) AC 3328
- 1958 - È così/Piccolissima serenata (Lato A Gino Latilla, Lato B con Gino Latilla) (Fonit Cetra) AC 3341
- 1958 - Il telefono è muto/Till  (Fonit Cetra) AC 3353
- 1958 - Come prima/Lady you (Lato B Duo Fasano e Mario Perrone) (Fonit Cetra) AC 3354
- 1958 - Giorgio (del Lago Maggiore)/Il ballerino (Lato B Duo Fasano) (Fonit Cetra) AC 3355
- 1958 - Malagueña/Lacreme napulitane (Lato B Gino Latilla) (Fonit Cetra) AC 3357
- 1958 - Giorgio (del Lago Maggiore)/Come prima (Fonit Cetra) AC 3359
- 1958 - Triste domenica/Amanti (Fonit Cetra) AC 3362
- 1958 - Dolce abitudine/Con tutto il cuore (Lato B con Duo Fasano) (Fonit Cetra) AC 3367
- 1958 - Maria Canaria/Andalucia (Lato A con Duo Fasano) (Fonit Cetra) AC 3368
- 1958 - Tutto passa e si scorda/Giorgio (del Lago Maggiore) (Fonit Cetra) AC 3369
- 1958 - 'O Sarracino/Caravan petrol (Lati A e B con Gino Latilla) (Fonit Cetra) AC 3383
- 1958 - Io/Resta cu' mme (Lato B Gino Latilla) (Fonit Cetra) AC 3384
- 1958 - Ti dirò/Oh, Lola... (Lato B Gino Latilla) (Fonit Cetra) AC 3387
- 1958 - Magic moments/Al chiar di luna porto fortuna (Lati A e B con Gino Latilla) (Fonit Cetra) AC 3389
- 1958 - Non so dir ti voglio bene/Serenata core a core (Fonit Cetra) AC 3390
- 1958 - Simpatica / La pioggia cadrà (Lato A Gino Latilla) (Fonit Cetra) AC 3391
- 1958 - Non abbandonarmi/Cocoleta (Lato B con Gino Latilla) (Fonit Cetra) AC 3392
- 1958 - Il sole nel cuore/Al chiar di luna porto fortuna (Lato A Gino Latilla, Lato B con Gino Latilla) (Fonit Cetra) AC 3403

 45 giri 
- 1957 - Ya ya/Por dos besos (Lati A e B con Gino Latilla) (Cetra (casa discografica)) SP 1
- 1957 - Faccia di santarella/L'amore è una cosa meravigliosa (Lato A con Gino Latilla, Lato B Gino Latilla) (Cetra (casa discografica)) SP 2
- 1957 - Serenatella sciuè sciuè/Buona anno buona fortuna (Lato A con Gino Latilla, Lato B Gino Latilla) (Cetra (casa discografica)) SP 17
- 1957 - Casetta in Canada/Filo di speranza (Lato A con Gino Latilla e Duo Fasano, Lato B Gino Latilla e Duo Fasano) (Cetra (casa discografica)) SP 25
- 1957 - Que serà serà/Only you (Lato A con Duo Fasano, Lato B Gino Latilla) (Cetra (casa discografica)) SP 27
- 1957 - Passione argentina/Galopera (Lato B Duo Fasano) (Cetra (casa discografica)) SP 28
- 1957 - Rendimi i baci/A nueva laredo (Lato A con Gino Latilla, Lato B Duo Fasano) (Cetra (casa discografica)) SP 32
- 1957 - Un canto d'amor/Mandolin serenade (Lato B con Gino Latilla) (Cetra (casa discografica)) SP 54
- 1957 - Un salice piangeva/Amore al chiaro di luna (Lato B con Gino Latilla) (Cetra (casa discografica)) SP 55
- 1957 - Piccolissima serenata/'E banane (banana boat) (Lato A con Gino Latilla, Lato B Gino Latilla) (Cetra (casa discografica)) SP 57
- 1957 - Parole d'amore sulla sabbia/Amedeo (Lato A Gino Latilla) (Cetra (casa discografica)) SP 58
- 1957 - S'agapo/T'amo tanto (Lati A e B con Gino Latilla) (Cetra (casa discografica)) SP 69
- 1957 - Juke box/Marchigianella (Lato B con Gino Latilla) (Cetra (casa discografica)) SP 70
- 1957 - Tutta colpa tua/La stella di ogni notte (Lato A con Gino Latilla) (Cetra (casa discografica)) SP 72
- 1957 - Voce della montagna/Silenzio bianco (Lato A con Gino Latilla) (Cetra (casa discografica)) SP 73
- 1957 - Tammy/Intorno al mondo (Lato B Gino Latilla) (Cetra (casa discografica)) SP 82
- 1957 - A mi nada me importa/Mamma guitar (Cetra (casa discografica)) SP 83
- 1957 - Tu vuò fa l'americano/Chillo ca sposa te (Lati A e B con Gino Latilla) (Cetra (casa discografica)) SP 84
- 1957 - Tipitipitipso/Tu vuò fa l'americano (Lati A e B con Gino Latilla) (Cetra (casa discografica)) SP 85
- 1957 - Zampognaro/Tre cammelli (Lato A con Duo Fasano, Lato B con Gino Latilla) (Cetra (casa discografica)) SP 100
- 1958 - Timida serenata/Fantastica (Lato A con Gino Latilla, Lato B Gino Latilla) (Fonit Cetra) SP 121
- 1958 - Tu sei del mio paese/Io sono te (Lato A Gino Latilla) (Fonit Cetra) SP 125
- 1958 - Nel blu dipinto di blu/Arsura (Lato A Gino Latilla)  (Fonit Cetra) SP 126
- 1958 - Cos'è un bacio/Non potrai dimenticare (Lato A Claudio Villa e Gino Latilla, Lato B con Gino Latilla) (Fonit Cetra) SP 128
- 1958 - Evviva Redegonda/Marietta (monta in gondola) (Lato B con Gino Latilla) (Fonit Cetra) SP 176
- 1958 - Johnny Guitar/Blue Canary (Fonit Cetra) SP 177
- 1958 - Io pregerò/Ti scrivo e piango (Fonit Cetra) SP 182
- 1958 - Lola del Golden Bar / L'arca di Noè (Lato B con Gino Latilla) (Fonit Cetra) SP 206
- 1958 - Serenata romantica / Ti scrivo e piango (Lato A Gino Latilla) (Fonit Cetra) SP 207
- 1958 - Acque amare/Viale d'autunno  (Fonit Cetra) SP 213
- 1958 - Terra straniera/Come Giuda (Fonit Cetra)  SP 214
- 1958 - Il telefono è muto/Till (Fonit Cetra) SP 228
- 1958 - Come prima / Lady Lou (Lato B Duo Fasano e Mario Perrone) (Fonit Cetra) SP 229
- 1958 - Giorgio (del Lago Maggiore) / Il ballerino (Lato B Duo Fasano) (Fonit Cetra) SP 330
- 1958 - Malagueña/Lacreme napulitane (Lato B Gino Latilla) (Fonit Cetra) SP 232
- 1958 - Giorgio (del Lago Maggiore)/Come prima (Fonit Cetra) SP 234
- 1958 - Triste domenica/Amanti (Fonit Cetra) SP 240
- 1958 - Jezebel/Moulin rouge (Fonit Cetra) SP 242
- 1958 - Dolce abitudine / Con tutto il cuore (Lato B con Duo Fasano) (Fonit Cetra) SP 257
- 1958 - Andalusia / Maria Canaria (Lato B con Duo Fasano) (Fonit Cetra) SP 258
- 1958 - Tutto passa e si scorda/Giorgio (del Lago Maggiore) (Fonit Cetra) SP 260
- 1958 - Caravan petrol/'O Sarracino (Lati A e B con Gino Latilla) (Fonit Cetra) SP 306
- 1958 - Io / Resta cu' mme (Lato B Gino Latilla) (Fonit Cetra) SP 307
- 1958 - Ti dirò/Oh Lola (Lato B Gino Latilla) (Fonit Cetra) SP 310
- 1958 - Magic moments/Al chiar di luna porto fortuna (Lati A e B con Gino Latilla) (Fonit Cetra) SP 312
- 1958 - Serenata core a core/Non so dir ti voglio bene (Fonit Cetra) SP 313
- 1958 - La pioggia cadrà/Simpatica (Lato B Gino Latilla) (Fonit Cetra) SP 314
- 1958 - Non abbandonarmi / Cocoleta (Lato B con Gino Latilla) (Fonit Cetra) SP 315
- 1958 - Al chiaro di luna porto fortuna/Il sole nel cuore (Lato A con Gino Latilla, Lato B Gino Latilla) (Fonit Cetra) SP 370
- 1958 - Oh mein papà/Soffia sulle candeline (Lato B Quartetto Cetra) (Fonit Cetra) SP 380
- 1959 - Nessuno/Ma baciami (Fonit Cetra) SP 455
- 1959 - Io sono il vento/Conoscerti (Fonit Cetra) SP 456
- 1959 - Sposi/Dove va la fortuna (Lati A e B con Gino Latilla) (Fonit Cetra) SP 476
- 1959 - Gli uomini non cambiano/Dove va la fortuna? (Lati A e B con Gino Latilla) (Fonit Cetra) SP 493
- 1959 - Un poco/Canta uccellino (Lato B con Gino Latilla) (Fonit Cetra) SP 504
- 1959 - Un poco/Oui, Oui...Oui, Oui (Lato B Gino Latilla) (Fonit Cetra) SP 505
- 1959 - Lele fedele/Il sentiero dei ricordi (Lato A Duo Fasano) (Fonit Cetra) SP 315
- 1959 - Madonna del mare/Marenare (Fonit Cetra) SP 551
- 1959 - Love me forever/Meglio così (Fonit Cetra) SP 568
- 1959 - Scoubidou/Grido (Lato A con Gino Latilla) (Fonit Cetra)  SP 569
- 1959 - Ti prego amore/Perdona le mie lacrime (Fonit Cetra)  SP 572
- 1959 - Cerasella/Primma e doppo (Lato A con Gino Latilla, Lato B Gino Latilla) (Fonit Cetra) SP 589
- 1959 - Rock night/No (Lato B Gino Latilla) (Fonit Cetra) SP 633
- 1959 - Niente baby lover/Tu vuoi così (Fonit Cetra) SP 645
- 1959 - L'attesa/Tu vuoi così (Fonit Cetra) SP 647
- 1959 - Il dondolo della mamma/Ti aspetto (Fonit Cetra) SP 680
- 1959 - Por dos besos/Ya ya (Fonit Cetra) SP 681
- 1959 - Il tuo sorriso m'innamora/? (Fonit Cetra) SP 682
- 1960 - Estate violenta/Grido (Fonit Cetra) SP 716
- 1960 - Quando vien la sera/Noi (Lato B Gino Latilla) (Fonit Cetra) SP 735
- 1960 - La notte/Mister blue (Fonit Cetra) SP 776
- 1960 - Canzone della sierra/Smile (Lato A con Gino Latilla) (Fonit Cetra) SP 790
- 1960 - I tre porcellini/Marcellino pan y vino (Lati A e B con Gino Latilla) (Fonit Cetra) SP 792
- 1960 - Lettere d'amore/Il mio perché (Fonit Cetra) SP 803
- 1960 - La gatta/Pretty blue eyes (Fonit Cetra) SP 804
- 1960 - Non si compra la fortuna/L'ultima volta che vidi Parigi (Lato A Achille Togliani, Lato B con Gino Latilla) (Fonit Cetra) SP 805
- 1960 - Toni me toca/Su e zo per la laguna (Lati A e B con Gino Latilla) (Fonit Cetra) SP 807
- 1960 - 'A francesa/La spagnola (Fonit Cetra) SP 810
- 1960 - La postina della Val Gardena/Vola vola vola (Lato A Clara Jaione, Lato B con Gino Latilla) (Fonit Cetra) SP 851
- 1960 - Una stella di ghiaccio/? (Fonit Cetra) SP 965
- 1961 - Tu con me/24.000 baci (Fonit Cetra) SP 979
- 1961 - A.a.a. adorabile cercasi/Patatina (Fonit Cetra) SP 980
- 1961 - Yo tengo una muneca/Le donne di Siviglia (Fonit Cetra) SP 1054
- 1961 - Tu si comme 'na palummella/'O tuono 'e marzo (Lato A con Gino Latilla) (Fonit Cetra) SP 1064
- 1961 - Quando dormirai/Tu che mi fai piangere (Fonit Cetra) SP 1081
- 1961 - Jezebel/Ma cos'è (Fonit Cetra) SP 1082
- 1961 - Notte pigra/Esmeralda (Fonit Cetra) SP 1083
- 1962 - Paese 'e cartulina/'O monumento (Vis Radio) VLMQN 056151
- 1963 - Cancion de amor/L'intelligente (Polydor Records) NH 54 761
- 1963 - La giostra/Un'altra estate (Polydor Records) NH 54 764
- 1964 - Piccola spiaggia/L'ultimo giorno (Polydor Records) NH 54 782
- 1964 - Vai... non ti voltare mai/Che diranno di noi (Polydor Records) NH 54 808
- 1966 - Ma pecchè/Bella (Phonotype) RF 149
- 1966 - Malaguena/Non mi fermare (Fans) G 13
- 1967 - L'egoista/Prendo il sole con te (Fans) G 14
- 1968 - Prendo il sole con te/Che cos'è un fiore (Fans) G 24
- 1968 - Un bacio ancora/L'egoista (Fans) G 33
- 1970 - Un bacio e vai/Quel che vale di più (Fans) G 54
- 1982 - Lasciarsi andare/Repubblica (Bang bang) BB NP 8221

## EP
- 1955 - 1º Festival Internazionale di Venezia 1955 (con Gino Latilla, Lucia Mannucci e Quartetto Cetra) (Cetra (casa discografica)) EP 0535
- 1957 - Angelini in... Canzoni Veneziane (con Gino Latilla e Nilla Pizzi) (Cetra (casa discografica)) EP 0540
- 1957 - VII festival della canzone italiana - Sanremo 1957 (con Gino Latilla e Duo Fasano) (Cetra (casa discografica)) EP 0585
- 1957 - Cobra (Cetra (casa discografica)) EPE 3001
- 1957 - Carla Boni, Gino Latilla e il Duo Fasano nelle canzoni di Sanremo 1957 (con Gino Latilla e Duo Fasano) (Cetra (casa discografica)) EPE 3004
- 1957 - Claudio Villa, Carla Boni e Gino Latilla nelle canzoni di Sanremo 1957 (con Claudio Villa e Gino Latilla) (Cetra (casa discografica)) EPE 3005
- 1957 - Carla Boni e Gino Latilla nelle canzoni di Sanremo 1957 (con Gino Latilla) (Cetra (casa discografica)) EPE 3006
- 1957 - Carla Boni e Gino Latilla - (Only you) (con Gino Latilla) (Cetra (casa discografica)) EPE 3011
- 1957 - Carla Boni, Gino Latilla e Duo Fasano - (Sotto i ponti di Parigi) (con Gino Latilla e Duo Fasano) (Cetra (casa discografica)) EPE 3012
- 1957 - Tanghi 1 (con Gino Latilla e Luana Sacconi) (Cetra (casa discografica)) EPE 3015
- 1957 - Carla Boni, Gino Latilla e Achille Togliani (con Gino Latilla e Achille Togliani) (Cetra (casa discografica)) EPE 3016
- 1957 - Carla Boni e Gino Latilla nelle canzoni del film "Un re a New York" (con Gino Latilla) (Cetra (casa discografica)) EPE 3019
- 1958 - I'll remember... Venezia (con Gino Latilla e Tonina Torrielli) (Cetra (casa discografica)) EPE 3029
- 1958 - ...Personality... (Cetra (casa discografica)) EPE 3036
- 1958 - Magic moments (con Gino Latilla) (Cetra (casa discografica)) EPE 3043
- 1960 - Festival di San Remo 1960 Vol. 1 (con Gino Latilla, Tonina Torrielli e Claudio Villa) (Cetra (casa discografica)) FP 45-050
- 1960 - Festival di San Remo 1960 Vol. 4 (con Gino Latilla e Tonina Torrielli) (Cetra (casa discografica)) FP 45-053

## Album
33 giri 
- 1954 - 2º Festival della Canzone Napoletana (con Gino Latilla e Achille Togliani) (Cetra (casa discografica)) LPA 12
- 1955 - 3º Festival della Canzone Napoletana (con Gino Latilla e Achille Togliani) (Cetra (casa discografica)) LPA 28
- 1955 - 1º Festival Internazionale della Canzone a Venezia (Esecutori vari) (Cetra (casa discografica)) LPE 2001
- 1956 - Encantador (Cetra (casa discografica)) LPA 44
- 1956 - Carla Boni con Angelini (Cetra (casa discografica)) LPA 45
- 1956 - Carla Boni e Gino Latilla (in duetto) con l'orchestra Angelini (Cetra LPA 46) I due pastorelli (Viezzoli – Nisa) / Canzone della sierra (Maietti – Nisa) /  La luna nel pozzo (Fanciulli – Nisa) / Indovina indovinello (Cichellero – Beretta) / Scapricciatiello (Albano – Vento) / E ora siamo in tre (Wilhelm – Bartoli – Fiammenghi) / ‘O ‘nfinfero (E. e L. Cioffi) / E l'America è nata così (Schisa – Nisa)
- 1956 - Carla Boni, Gino Latilla e Achille Togliani con L'orchestra Angelini (con Gino Latilla e Achille Togliani) (Cetra (casa discografica)) LPA 56
- 1956 - Giuvanne cu' a chitarra (Cetra (casa discografica)) LPA 67
- 1956 - Carla Boni con Gino Latilla - Bisogna partire (con Gino Latilla) (Cetra (casa discografica)) LPA 79
- 1956 - Carla Boni con Angelini e la sua orchestra - (Encantador) (Cetra (casa discografica)) LPE 2002
- 1956 - Carla Boni con Angelini e la sua orchestra - (Malaguena) (Cetra (casa discografica)) LPE 2003
- 1956 - Carla Boni, Gino Latilla con Angelini e la sua orchestra - (I due pastorelli) (con Gino Latilla) (Cetra (casa discografica)) LPE 2004
- 1956 - Carla Boni, Gino Latilla con Angelini e la sua orchestra - (Baby bu) (con Gino Latilla) (Cetra (casa discografica)) LPE 2006
- 1956 - Carla Boni, Gino Latilla con Angelini e la sua orchestra - (Giuvanne cu' a chitarra) (con Gino Latilla) (Cetra (casa discografica)) LPE 2007
- 1956 - Carla Boni, Gino Latilla con Angelini e la sua orchestra - (Bisogna partire) (con Gino Latilla) (Cetra (casa discografica)) LPE 2008
- 1956 - Carla Boni, Gino Latilla con Angelini e la sua orchestra - (Mare nella conchiglia) (con Gino Latilla) (Cetra (casa discografica)) LPE 2009
- 1957 - I "Sagra della Canzone Nova" Assisi (con Gino Latilla, Tonina Torrielli e Duo Fasano) (Cetra (casa discografica)) LPA 88
- 1957 - VII Festival della canzone - Sanremo 1957 (Cetra (casa discografica)) LPA 94
- 1957 - Canzoni della Fortuna - Bari 1957 (Esecutori vari) (Cetra (casa discografica)) LPE 2010
- 1957 - Carla Boni nel 7º Festival della Canzone - Sanremo 1957 (Cetra (casa discografica)) LPE 2011
- 1957 - Carla Boni e Gino Latilla con Angelini e la sua orchestra - (Only you) (Cetra (casa discografica)) LPE 2016
- 1958 - Canzoni da films (con Gino Latilla e Tonina Torrielli) (Fonit Cetra) LPE 2020
- 1958 - VIII Festival della Canzone (con Gino Latilla) (Fonit Cetra) LPE 2021
- 1958 - Carla Boni e Gino Latilla con l'orchestra Angelini (duetti salvo ove diversamente indicato) (Fonit Cetra LPE 2023) T'amo tanto [True love] (Porter – Ardo) / Voce della montagna (Concina – Cherubini) / Tu vuo' fa' l'americano (Carosone – Nisa) / Cu fu? (Fusco – Gentile) [Gino Latilla solo] / Campa cavallo (Ferrini – Galletti) / Tutta colpa della luna (Brigada – Pinchi)  Chillo ca sposa te (Poes – Nisa) / Amedeo (Giez – Kurt – Pinchi) [Carla Boni sola]
- 1968 - I grandi successi di Carla Boni (Fans) GPX 4
- 1982 - L'amore non ha età (Intensity) LTY 035
- 1985 - Ricordi (Smart) LPS 40249
- 1987 - Quelli di Sanremo (album) (con Gino Latilla, Nilla Pizzi e Giorgio Consolini) (Fonit Cetra) PL 738

 16 giri 
- 1958 - Carla Boni e Gino Latilla (con Gino Latilla) (Fonit Cetra) LP16 N. 1
- 1958 - Carla Boni, Gino Latilla - Con Angelini e 10 strumenti (con Gino Latilla) (Fonit Cetra) LP16 N. 4

 Musicassetta 
- 1977 - I tempi d'oro (People Record, CCF 702)
- 1982 - L'amore non ha età (Intensity)
- 1985 - I grandi successi di Carla Boni e Gino Latilla (con Gino Latilla) (Cetra (casa discografica))
- 1985 - Ricordi (Smart) CA.S 4249
- 1987 - Quelli di Sanremo (album) (con Gino Latilla, Nilla Pizzi e Giorgio Consolini) (Fonit Cetra )
- 1988: Quelli di Sanremo con Gino Latilla, Nilla Pizzi e Giorgio Consolini) (Bebas Record)
- 1990 - Luna bianca (con Gino Latilla) (Bebas Record, SMC 240)
- 1991 - Canzoni senza tempo (Babes record) BB-MC 91171

 Compact disc 
- 1992 - Le poesie e le canzoni di Carla Boni
- 1994 - The Classic Collection (Fremus s.a.s., CDFR 0570)
- 1996 - Quattro come noi (con Gino Latilla, Nilla Pizzi e Giorgio Consolini) (Edizioni Caramba, CD-2001)
- 1998 - Flabby: Modern Tunes for Everybody (con Flabby) (Loft, 7243 4 93912 2 2)
- 2000 - Musica in simpatia (Warner Fonit, 8573 84651-2)
- 2002 - Mambo kumbada/Cocco sole (con Reo Confesso) (BS, CD 00023)
- 2005 - I successi (Fans, CD0295)
- 2007 - Aeroplani ed angeli (Edel, 380372580933)
- 2009 - Mambo italiano (Hobby & Work Italiana Editrice, GCA.C.018)
- 2010 - Terra straniera (Canaria, CDGU_29149)